# Mario Sabato (cineasta)
Mario Sabato (Buenos Aires, 15 de febrero de 1945-Buenos Aires, 3 de junio de 2023) fue un director de cine argentino. 

## Carrera cinematográfica
Ha realizado quince películas durante su carrera. Entre sus obras se destaca El poder de las tinieblas (1979), adaptación del famoso fragmento Informe sobre ciegos, que forma parte de la novela Sobre héroes y tumbas, escrita por su padre Ernesto Sabato. Es hermano del fallecido Jorge Federico Sabato y primo del físico Jorge Alberto Sabato.
Como guionista, en algunas películas utilizó el seudónimo de Adrián Quiroga, como por ejemplo La fiesta de todos, sobre la Copa Mundial de Fútbol de 1978.
En 2010 estrenó el documental Ernesto Sabato, mi padre, en el que reunió antiguas filmaciones familiares, muchas de ellas inéditas. Un homenaje en vida a su padre Ernesto.

## Fallecimiento
Sabato falleció naturalmente el 3 de junio de 2023. Sus restos fueron velados en la Ciudad Autónoma de Buenos Aires.

## Filmografía
Director
- Ernesto Sabato, mi padre (documental, 2010)
- India Pravile (2003)
- Al corazón (1995)
- Superagentes y titanes (1983)
- Las aventuras de los Parchís (1982)
- La magia de Los Parchís (1982)
- Los Parchís contra el inventor invisible (1981)
- Tiro al aire (1980)
- El poder de las tinieblas (película de 1979) (1979)
- Los superagentes y el tesoro maldito (1978)
- Los superagentes biónicos (1977)
- Un mundo de amor (1975)
- Los golpes bajos (1974)
- ¡Hola Señor León! (1973)
- Y que patatín...y que patatán (1971)

Guionista
- La fiesta de todos  (1979)
- Sentimental (Requiem para un amigo)  (1981)

## Televisión
- Visita (2001)
- Libre-Mente (1999)

###### Mario SabatoCine Nacional
- Datos: Q543622
- Multimedia: Mario Sábato / Q543622